# Kiszugló
Kiszugló est un quartier situé dans le 14e arrondissement de Budapest, en Hongrie. En 2001, il comptait 29 292 habitants.